# Berkeley
|  | No s'ha de confondre amb Berkley. |

|  | Per a altres significats, vegeu «Berkeley (desambiguació)». |

Berkeley és una ciutat de la costa est de la Badia de San Francisco al nord de Califòrnia, als Estats Units. Cap al sud són les ciutats d'Oakland i Emeryville. Al nord queden les ciutats d'Albany i l'àrea no incorporada de Kensington. Els limits a l'est de la ciutat coincideixen amb la frontera amb el Comtat de Contra Costa), el que en general segueix les cadenes dels Pujols de Berkeley. Berkeley està situat en el nord del Comtat d'Alameda.
A Berkeley hi ha la Universitat de Califòrnia, Berkeley, el més vell dels campus del sistema de la Universitat de Califòrnia, i també el Laboratori Nacional Lawrence Berkeley. També hi té la seu la Graduate Theological Union. La ciutat és una de les més liberals políticament a tot el país (un estudi deía que era el tercer més liberal a tot els Estats Units).

## Orígens
El lloc avui dia conegut com a «Berkeley» formava part dels antics territoris dels indígenes Ohlone. Algunes de les restes de la seva existència són pous dins de formacions de pedres que usaven per moldre glans; i un monticle de closques i conquilles (en anglès, Shellmound) que corria per la riba de la Badia de San Francisco i la boca del rierol Strawberry, que ja no existeix un cop habitada aquesta zona. Als anys 50, durant la reforma d'un edifici comercial al centre de la ciutat, prop de l'alt curs d'aquell rierol, es van descobrir altres artefactes.
La ciutat van donar el seu nom a l'element químic berkeli.

## Personalitats
- Rebecca Romijn, actriu i model.
- Mike Dirnt, baixista i veu secundària del grup Green Day.
- Ursula K. Le Guin (1929-2018), escriptora.
- Christopher Rice (1978), novel·lista estatunidenc.